# 西岡本
西岡本（にしおかもと）は、兵庫県神戸市東灘区の町名。現行行政地名は西岡本一丁目から西岡本七丁目。平成17年国勢調査（2005年10月1日現在）における世帯数は3,079、人口8,021で内男性3,822人・女性4,199人。郵便番号658-0073。

## 地理
旧・武庫郡本山村域（本山地区）の旧・野寄村域のJR東海道本線以北の市街化された範囲。北は西谷川との合流点以北が住吉台、および背山の山林地帯である住居表示未実施区域の本山町野寄、東は旧・岡本村域のうち山林である本山町岡本と住居表示実施区域の岡本、南はJR線を挟んで田中町、同じく南西の一点で住吉東町、西は住吉川を挟んでJR線以北阪急電鉄神戸線以南が住吉本町、阪急線以北が住吉山手とそれぞれ隣接する。東南端の一丁目、その西の二丁目からは南から順に北端の七丁目までが配されている。

### 地価
住宅地の地価は、2014年（平成26年）1月1日の公示地価によれば、西岡本5-9-7の地点で34万2000円/m2となっている。

## 歴史
武庫郡本山村が神戸市と合併する際に、本山町野寄になったのち、1979年（昭和54年）8月に本山町野寄・岡本の各一部から誕生した。

### ヘルマン・ハイツと十文字山
七丁目はシーメンス社の極東支配人ビクトル・ヘルマンの屋敷跡を民間が昭和43～45年に造成開発した「ヘルマン・ハイツ」という面積9ha、計画人口1000人の宅地である。この背後にある十文字山はかつては市街化区域に指定されていたが、今日では「金鳥山・十文字山特別緑地保全地区」の一部として市街化調整区域である。

## 施設
- 甲南大学
- 神戸市立本山第二小学校

## 出身・ゆかりのある人物
- 北川道夫（政治家） - 神戸市会議員（公明党）[3][4]

2017年、神戸市会議長に就任。自宅が西岡本1丁目にある。